# 川岸釈天
川岸 釈天（かわぎし ときたか、2007年8月20日 - ）は、日本の男性子役。

## 出演作品

### テレビドラマ
- 木曜ドラマ9 レジデント〜5人の研修医（2012年、TBSテレビ）
- 水曜ミステリー9 鉄道警察官・清村公三郎「SL大井川殺人ルート」（2013年6月12日、テレビ東京） - 山瀬貴彦 役
- 土曜ワイド劇場 西村京太郎トラベルミステリー「越後・会津殺人ルート」（2014年3月22日、テレビ朝日）
- ど根性ガエル（2015年、日本テレビ）
- HiGH&LOW〜THE STORY OF S.W.O.R.D.〜（2015年、日本テレビ） - コブラ幼少 役
- 東野圭吾 カッコウの卵は誰のもの（2016年、WOWOW）
- 木曜劇場 Chef〜三ツ星の給食〜（2016年10月13日 - 2016年12月15日、フジテレビ） - 柴崎利隆 役
- ドラマ24 オー・マイ・ジャンプ! 〜少年ジャンプが地球を救う〜 第1話（2018年1月12日、テレビ東京) - 小学生 役
- 天才てれびくんYOUスペシャル リアル戦争ゲーム（2019年9月2日、NHK Eテレ） - 主演
- ドキュメンタリードラマ 猫探偵の事件簿3（2020年10月9日、NHK BSプレミアム） - 蓮 役

### その他のテレビ番組
- 園児にそーだん!ドクターチルドレン（2012年12月14日、フジテレビ）
- ドラクロワ（NHK総合テレビ）
- こど〜MO!（TOKYO MX）
- たけしのニッポンのミカタ!（テレビ東京）
- 和風総本家（テレビ大阪）
- 特捜警察ジャンポリス（テレビ東京）
- 痛快TV スカッとジャパン（フジテレビ、2019年2月11日） - 大沢慎也 役
- 天才てれびくんYOU（NHK Eテレ、2019年4月1日 - 2020年4月2日）- てれび戦士

### MV
- SUPER☆GiRLS「ジン ジン ジングルベル」（2013年）

### CM
- リプトン イエローラベル「怪獣篇」
- ハウス食品 バーモントカレー「冬だって元気篇」
- ハウス食品 フルーチェ「香蓮さん登場篇」
- スパリゾートハワイアンズ「全開!パパ篇」「全開!夫婦篇」
- グアム政府観光局
- 花王 マジックリン
- タカラトミー トミカ「トミカトーマス」「トミカシリーズ」「トミカシティパーキング」
- 丸高衣料 ムージョンジョン
- ヒットサイト社 Talky English テレビショッピング
- 味の素 ルネッサンス
- 日本マクドナルド ハッピーセット「妖怪ウォッチ/いたずら召喚」「妖怪ウォッチカレンダー」
- インテル Ultrabook

## 書籍

### 雑誌連載
- 0・1・2歳児の保育（小学館）2010年12月/2011年1月号表紙
- 幼稚園（小学館）2013年度付録予告レギュラー
- キンダーブック 11月号（フレーベル館）
- こどもちゃれんじ「Baby」（ベネッセコーポレーション） - 雑誌広告